# Barbara Seaman
Barbara Seaman (geboren am 11. September 1935 in New York City; gestorben am 27. Februar 2008 in New York City) war eine feministische Autorin, Journalistin und Aktivistin, die vor allem als eine der Gründerinnen der Frauengesundheitsbewegung bekannt ist.

## Leben
Mit ihrem ersten Buch The Doctors' Case Against the Pill, das auch die Basis der Nelson Pill Hearings war, weckte Barbara Seaman die Aufmerksamkeit für die Gefahren der Antibabypille und trug damit zur Einführung von Packungsbeilagen für hormonelle Verhütungsmittel in den USA und zur heute niedrigeren Dosierung derselben bei. Als Reaktion auf ihren wirksamen Aktivismus boykottierte die Pharmaindustrie Zeitschriften, in denen sie veröffentlichte, was zu einer effektiven Zensur führte, da ihr der Zugang zu vielen Medien versperrt war. Der US-Senat veranstaltete 1970 ein Hearing zu den Nebenwirkungen der Pille, in dessen Folge – unter Ausschluss der Kritikerinnen – eine drastische Reduzierung des Östrogenanteils in der Antibabypille beschlossen wurde. Die Hormongabe war zehnfach höher verabreicht worden, als für die Verhütung notwendig war.
Aktiv war sie unter anderem im New York Women’s Forum (‚New Yorker Frauenforum‘), das sie 1973 mit begründete, im New York City Women’s Medical Center (‚Medizinisches Zentrum der Frauen von New York City‘) und der National Organization for Women (‚Nationale Organisation für Frauen‘). Im Jahr 1975 gründete sie zusammen mit Alice Wolfson, Belita Cowan, Mary Howell and Phyllis Chesler das National Women's Health Network (‚Nationales Frauengesundheitsnetzwerk‘).

## Schriften
- The Doctor’s Case Against the Pill (1969),
  - deutsche Übersetzung: Ärzte contra Pille. Argumente der Wissenschaft. Ullstein, Frankfurt am Main/Berlin/Wien 1970.
- Free and Female (New York 1972)
- Women and the Crisis in Sex Hormones (1977, mit G. Seaman)
- Lovely Me: The Life of Jacqueline Susann (1987)
- The Greatest Experiment ever Performed on Women: Exploding the Estrogen Myth (2003)
- For Women Only: Your Guide to Health Empowerment (2000, mit Gary Null).

Beiträge zu Büchern (Auswahl):
- Career and Motherhood (1979)
- Rooms with No View (1974)
- Women and Men (1975)
- Seizing our Bodies (1978)